# Tierra de Fuego (banda)
Tierra de Fuego es una banda argentina de rock, surgida en el año 1998 en la localidad de Florida, partido de Vicente López, provincia de Buenos Aires. Está integrada por Fernando Aguirre (voz y guitarras), Agustín Bianchi (batería) e Ignacio Bianchi (bajo y coros).

## Historia
La banda grabó un EP entre 1998 y 1999, compuesto de cinco canciones que posteriormente serían parte de su primer disco Noche de grúas, del cual participó Diego Natalio como invitado en guitarra.

## Discografía
| Año  | Título                  | Lista de temas |
| ---- | ----------------------- | --- |
| 2000 | Noche de grúas          | 01. Nada de Eso 02. Que hace una Chica como vos en un Hotel como este 03. Fin de Grúa 04. La Gran Perdedora de la Noche 05. Simetría 06. 2 de Oros 07. Santa Jimena 08. Hielo Seco 09. El Cuervo 10. Cuando Lloran los Lobos 11. Tres Mujeres 12. Maldito Buey 13. Último Pasajero 14. Fiya 15. Calles de Noviembre |
| 2003 | Místicos animales       | 01. El Hombre del Cascabel 02. Casino 03. El Mono en la Pared 04. Karma 05. Veinte Abriles 06. El Baile del Jim Beam 07. Mariposas y Tres Plumas 08. Soledad se Dice sin Mi 09. Místicos Animales 10. Oh oh oh 11. Coltrane 12. Gudang Garam                                                                        |
| 2006 | Mil días después        | 01. No vas a creer 02. Veo el jardín de tu casa (desde un satélite de la NASA) 03. La espera 04. Naufragios Lunares 05. Abismo protector 06. Misiles 07. Fe 08. En dos meses 09. Mil Días después 10. El último extraño 11. El dogo de tu amor 12. Peatonales                                                       |
| 2008 | Para quebrar la soledad | 01. Cuando se haga de día 02. Caramelos para quear la soledad 03. Ficción verdadera 04. En la próxima vida 05. A veces no 06. Detrás del cristal 07. Sofia 08. Invocación 09. Ay, mi vida 10. Desierto 11. Las flores 12. Mirada de río 13. La Lejanía 14. Acacias 15. Meditación en la estepa farmacéutica         |